# Council Hill
La ville de Council Hill est située dans le comté de Muskogee, dans l’État de l’Oklahoma, aux États-Unis. Sa population s’élevait à 158 habitants lors du recensement de 2010, estimée à 151 habitants en 2015.